# Sporobolus durus
Sporobolus durus är en gräsart som beskrevs av Adolphe-Théodore Brongniart. Sporobolus durus ingår i släktet droppgräs, och familjen gräs. IUCN kategoriserar arten globalt som utdöd. Inga underarter finns listade i Catalogue of Life.

## Bildgalleri

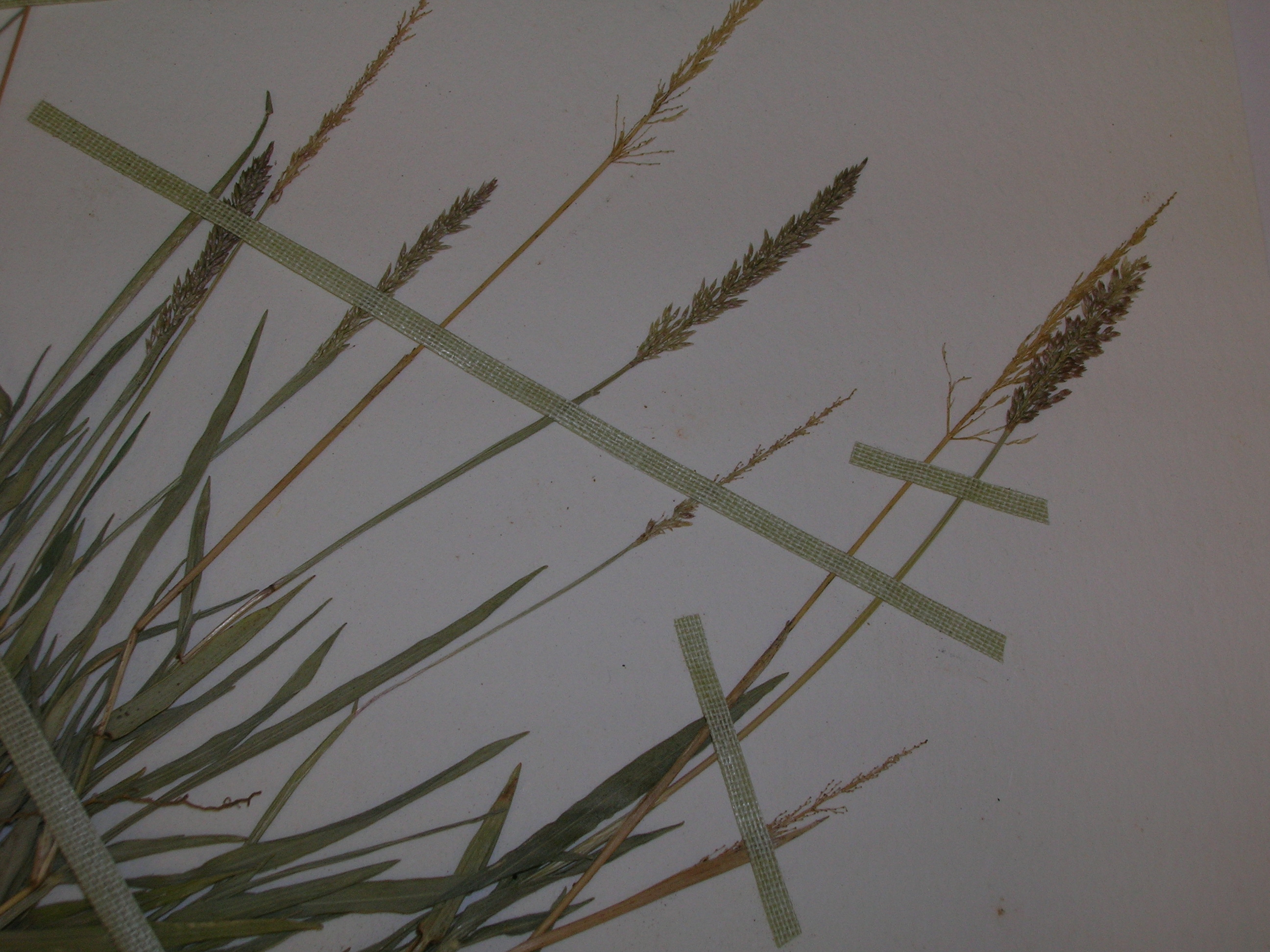
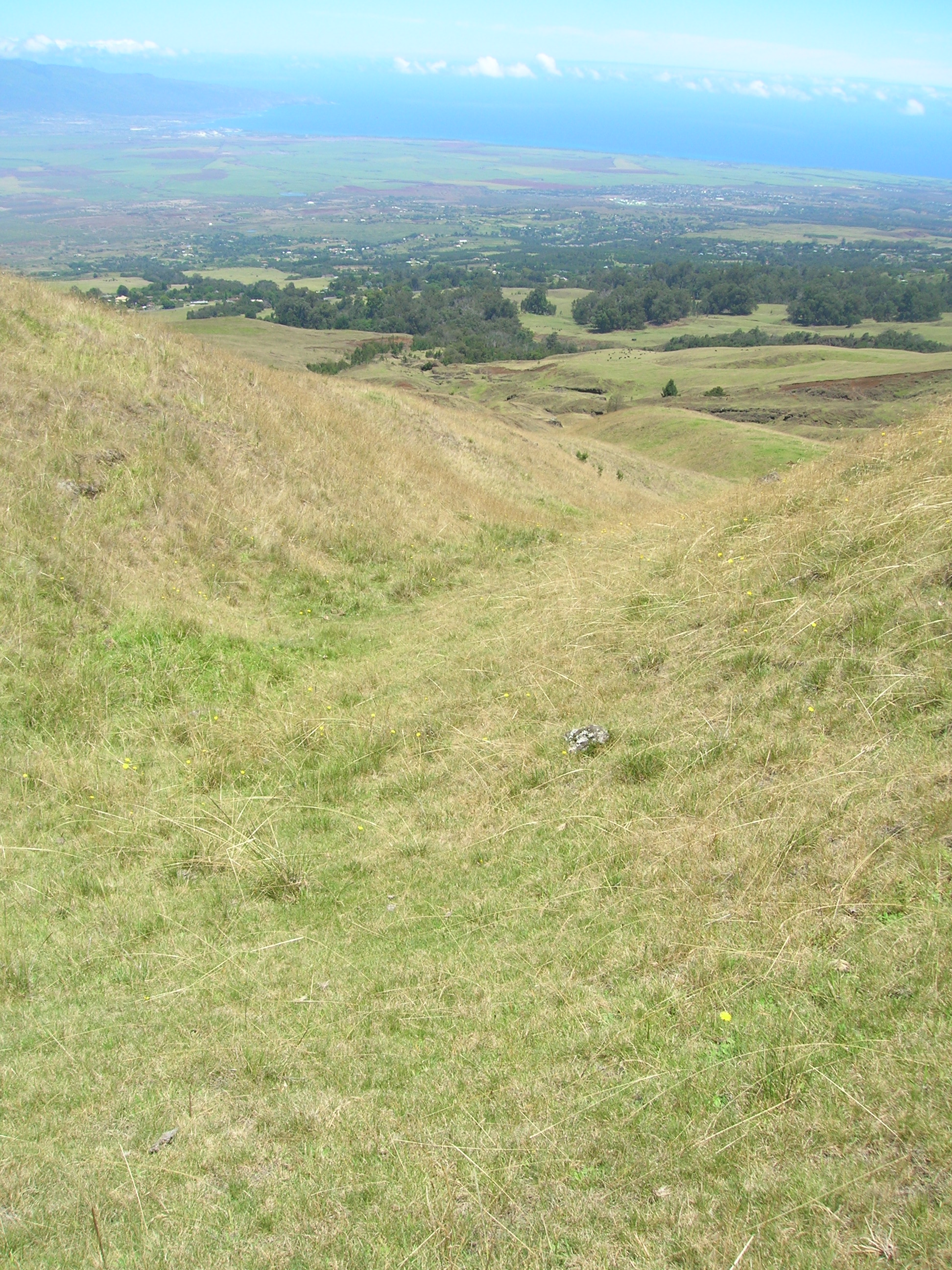
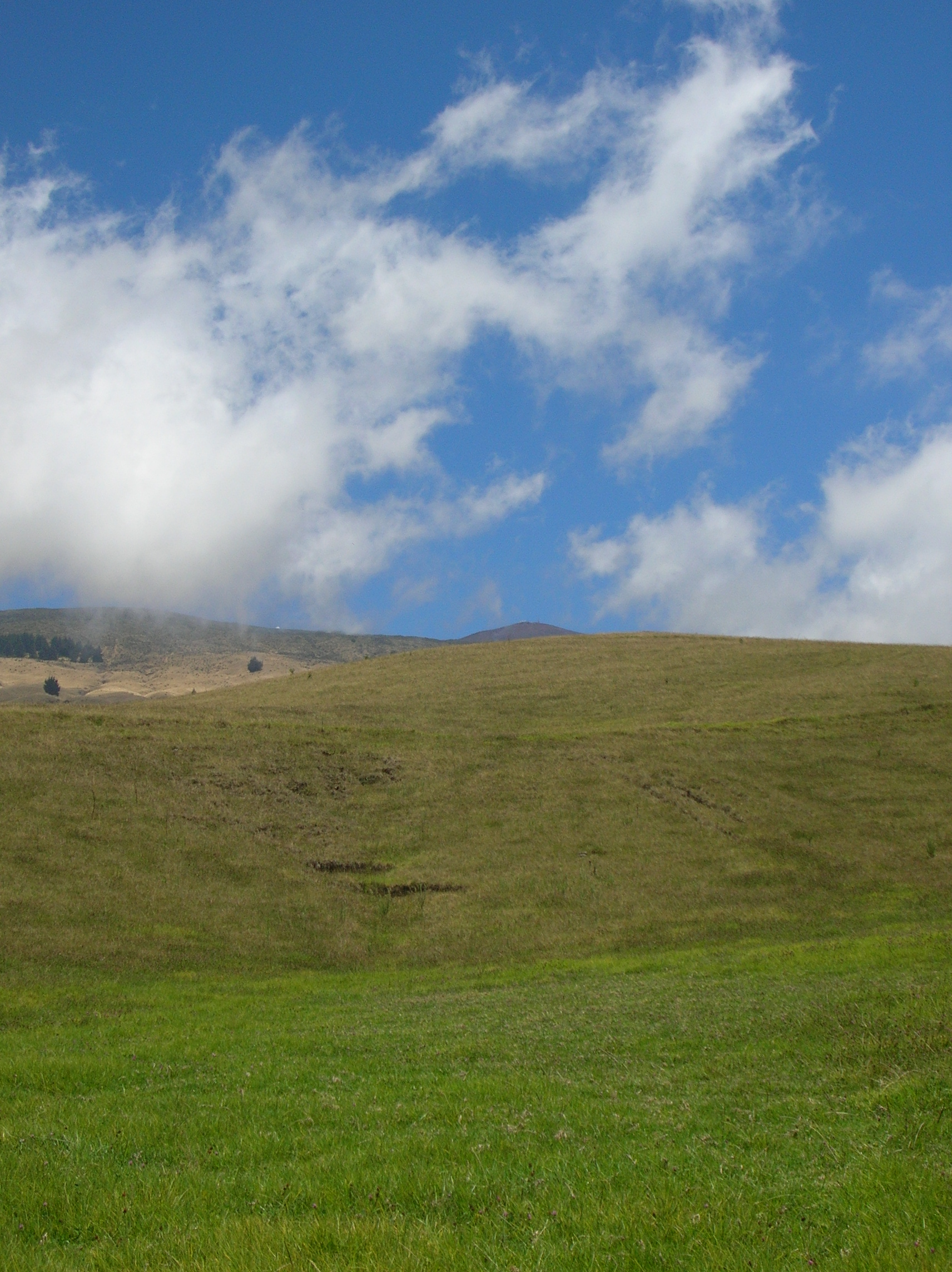
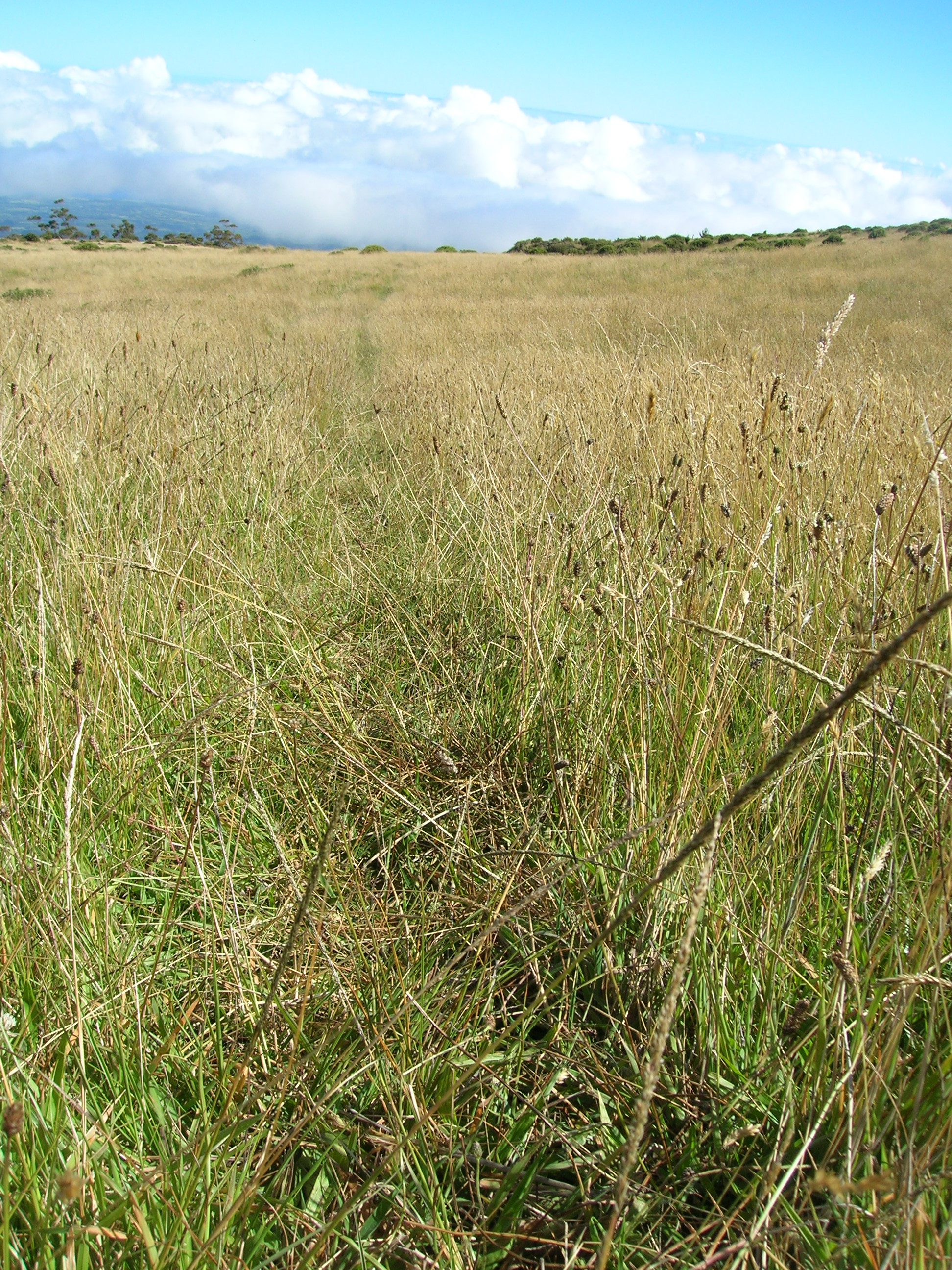